# Laboratoire de dynamique des gaz

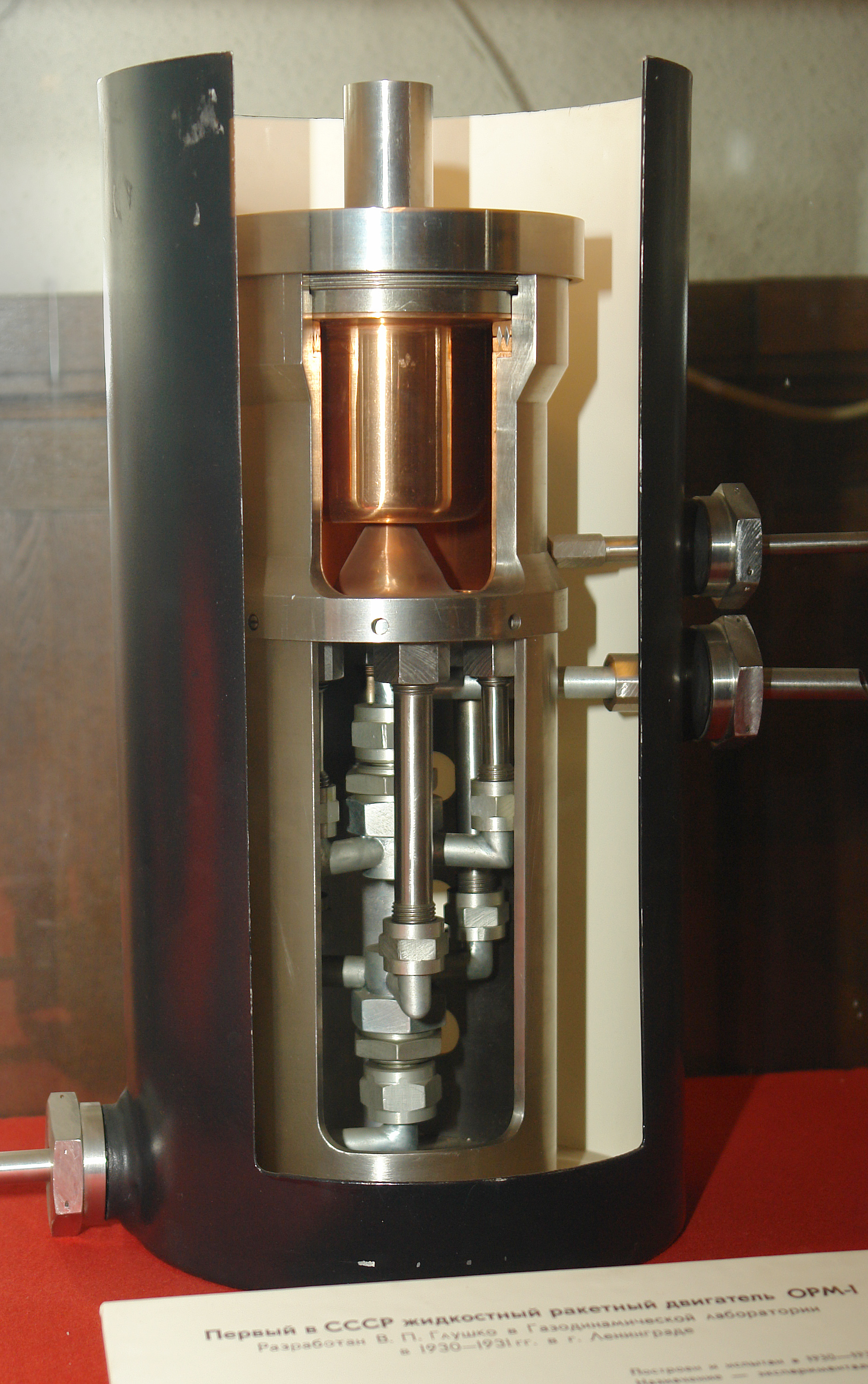
Le moteur ORM-1

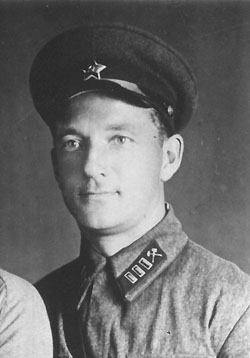
Gueorgui E. Langemak

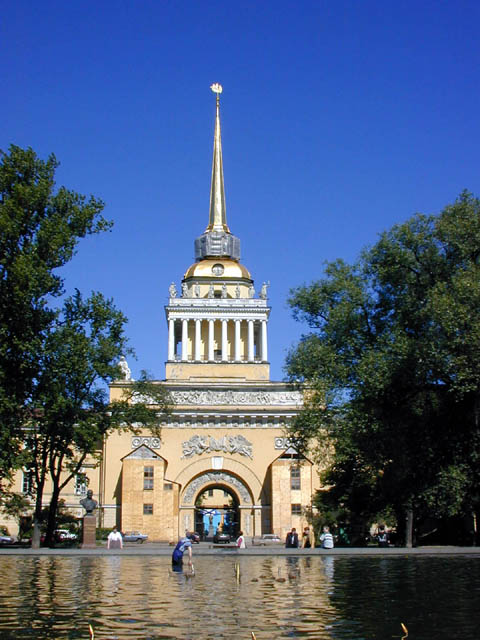
Le GDL est installé dans les bâtiments de l'Amirauté à Leningrad.

Le Laboratoire de dynamique des gaz ou GDL (Газодинамическая лаборатория, ГДЛ ; Gazodinamitcheskaïa laboratoria, GDL) est  un organisme de recherche à Leningrad créé à l'initiative des militaires soviétiques qui s'est consacré au développement de la propulsion des fusées à des fins militaires. Le GDL dirigé par Nikolaï Tikhomirov est créé initialement à Moscou en 1921  pour mener des recherches sur les projectiles autopropulsés, les futures roquettes. Avec des moyens renforcés en 1928 et après avoir déménagé à Leningrad, une de ses sections réalise des recherches systématiques sous la conduite de Valentin Glouchko sur la propulsion à ergols liquides. En septembre 1933  à l'initiative du maréchal Mikhaïl Toukhatchevski,  le GDL fusionne avec le GIRD qui regroupait à Moscou des chercheurs amateurs travaillant dans le même domaine et dirigé par Sergueï Korolev pour former l'Institut de recherche scientifique sur les moteurs à réaction ou RNII. 

## Contexte
Les militaires soviétiques créent le 1er mars 1921 à Moscou un petit laboratoire de recherche destiné à développer les inventions de l'ingénieur chimiste Nikolaï Tikhomirov. Celui-ci proposait d'utiliser la réaction produite par les gaz générés par la combustion de substances explosives pour créer des "mines autopropulsées dans l'eau et dans l'air".  L'activité du laboratoire est  tournée vers la création de projectiles autopropulsés et de la technologie nécessaire pour les fabriquer. Tikhomirov dirige le laboratoire avec l'assistance de Vladimir Artemiev qui sera coauteur de ces premières roquettes utilisant la propulsion à propergol solide et effectuera un grand nombre d'inventions dans ce domaine,. En 1928 alors que la situation en Union Soviétique se stabilise, Staline lance le premier plan quinquennal. Pour pouvoir rattraper les pays d'Europe de l'Ouest, un budget considérable est débloqué pour la recherche et le développement. Le ministère de l'Industrie lourde transfère à Leningrad le laboratoire qui est rebaptisé Laboratoire de dynamique des gaz (GDL) en lui accordant des moyens importants.

## Activité
En 1930 après la mort de Tikhomirov, celui-ci est remplacé par l'ingénieur militaire et l'artilleur Boris Petropavlovskï qui enseigne parallèlement à l'Académie Militaire Technique et qui attire un certain nombre de ses étudiants dans le laboratoire en vantant le concept des roquettes. Il contribue à développer des lanceurs qui prennent la forme de  simples tubes fixés sous les ailes des avions. Après son décès en 1933, il est remplacé par Ivan Kleïmenov qui, après avoir étudié les mathématiques et la physique à l'Université de Moscou, est passé par l'Académie de l'Armée de l'Air N.Ye. Zhukovskiy.
En 1929, le laboratoire crée une section pour l'étude de la propulsion électrique et de la propulsion à ergols liquides. Elle est prise en charge par l'ingénieur Valentin Glouchko, passionné d'astronautique, tout juste sorti de l'Université de Léningrad, et un des plus jeunes membres du laboratoire. Il conçoit et teste le premier moteur-fusée utilisant des ergols stockables, c'est-à-dire pouvant être conservés sans dispositif de réfrigération.
En 1931, Glouchko est réaffecté à l'étude de la propulsion à ergols liquides à des fins militaires. Dans le laboratoire Gueorgui Langemak est le spécialiste de la propulsion à propergol solide.
En 1930 sont testées des roquettes de 82 mm et de 132 mm. En 1932, le maréchal Mikhaïl Toukhatchevski assiste au premier tir aérien de roquettes RS-82 depuis un avion Tupolev I-4 armé avec 6 lance-roquettes. Des fusées utilisées pour l'assistance au décollage sont testées sur des bombardiers TB-1 et TB-3. Des milliers d'essais de petites fusées propulsées par des ergols liquides sont effectués au début des années 1930. À la même époque, Glouchko fabrique son premier moteur-fusée, l'ORM-1 qu'il teste sur un banc d'essais. Il essaie différentes combinaisons d'ergols en ne se cantonnant pas aux combustibles classiques tels que le kérosène. Il utilise notamment l'acide nitrique et d'autres produits qui s'enflamment spontanément lorsqu'ils sont mis au contact l'un avec l'autre. Il joue un rôle de pionnier dans le développement des turbopompes, des systèmes de refroidissement et de modulation de poussée. En 1933, le laboratoire compte 200 chercheurs et techniciens.

## Fusion avec le GIRD
À la même époque, le GDL a des contacts informels avec le GIRD qui rassemble à Moscou des amateurs qui mettent au point des fusées propulsées par des ergols liquides. Certains militaires soviétiques et en particulier le maréchal Mikhaïl Toukhatchevski ont pris conscience du potentiel des fusées. Toukhatchevski œuvre pour rapprocher le GDL et la section moscovite du GIRD dirigée par Sergueï Korolev. En septembre 1933, les deux structures sont fusionnées au sein de l'Institut de recherche scientifique sur les moteurs à réaction ou RNII (Реактивный научно-исследовательский институт, РНИИ ; Reaktivny naoutchno-issledovatelski institout, RNII). Le nouvel ensemble est dirigé par l'ancien responsable du GDL Ivan Kleïmenov, qui a succédé à Tikhomirov, avec comme adjoint Korolev.

### Sources et bibliographie
- (en) Boris Chertok, Rockets and People volume 1, NASA History series, 2005
- (en) Asif A. Siddiqi, Spoutnik and the soviet space challenge, University Press of Florida, 2003, 527 p. (ISBN 978-0-8130-2627-5)
- Pierre Baland, De Spoutnik à la Lune : l'histoire secrète du programme spatial soviétique, Paris, Édition Jacqueline Chambon- Actes Sud, 2007, 341 p. (ISBN 978-2-7427-6942-1)
- (en) Brian Harvey, Russian Planetary Exploration : History, Development, Legacy and Prospects, Berlin, Springer Praxis, 2007, 351 p. (ISBN 978-0-387-46343-8, lire en ligne)